# 莫雷納灣

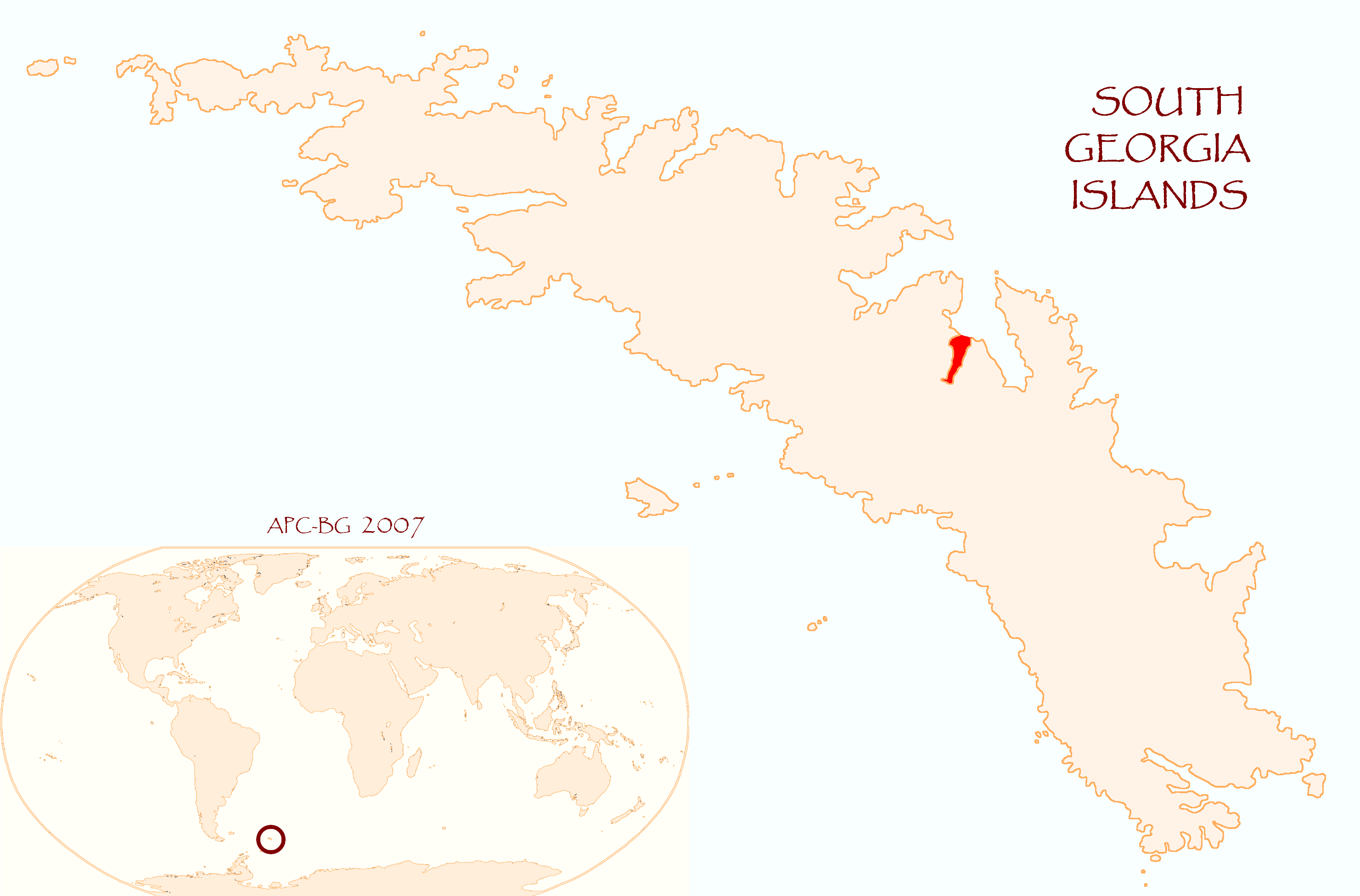
莫雷納峡湾在南喬治亞島的位置

莫雷納峡湾（英語：Moraine Fjord）是南極洲的峡湾，位於南喬治亞島，處於昆伯蘭東灣西翼，全長6公里，由瑞典探險家奧托·努登舍爾德率領的探險隊繪入地圖。
54°19′S 36°29′W / 54.317°S 36.483°W